# Vladimir Vilisov
Vladimir Petrovič Vilisov (in russo Владимир Петрович Вилисов?; Novokuzneck, 19 aprile 1976) è un ex fondista russo.

## Biografia
In Coppa del Mondo debuttò il 22 dicembre 1997 a Beitostølen (55°), ottenne il primo podio il 7 marzo 1999 a Lahti (2°) e l'unica vittoria il 18 marzo 2001 a Falun.
In carriera prese parte a un'edizione dei Giochi olimpici invernali, Salt Lake City 2002 (15° nella 30 km, 15° nella 50 km, 36° nell'inseguimento), e a tre dei Campionati mondiali (4° nella staffetta a Lahti 2001 il miglior risultato).

## Palmarès

### Coppa del Mondo
- Miglior piazzamento in classifica generale: 21º nel 1999
- 8 podi (2 individuali, 6 a squadre[1]):
  - 1 vittoria (a squadre)
  - 2 secondi posti (1 individuale, 1 a squadre)
  - 5 terzi posti (1 individuale, 4 a squadre)

#### Coppa del Mondo - vittorie
| Data          | Località | Nazione | Spec.                                                             |
| ------------- | -------- | ------- | ----------------------------------------------------------------- |
| 18 marzo 2001 | Falun    | Svezia  | 4x10 km (con Vitalij Denisov, Michail Ivanov e Nikolaj Bol'šakov) |